# Henriëtte Spiering
Henriëtte Wilhelmine Spiering (Tiel, 14 september 1852 – aldaar, 3 januari 1921) was een Nederlands filantroop en schrijver. Zij stelde zichzelf en haar fortuin in dienst van de Nederlandse Hervormde Kerk en de maatschappij, onder meer in Tiel.

## Jeugd
Henriëtte Spiering behoorde tot een aanzienlijke en vermogende familie. Zij was de oudste dochter (derde van acht kinderen) van Willem Spiering, plaatsvervangend rechter bij de arrondissementsrechtbank, en Elisabeth barones van Balveren. Nadat haar beide ouders waren overleden, werd zij vanaf haar zeventiende opgevoed door twee tantes.

## Weldoener
In de tweede helft van de negentiende eeuw werd de Nederlands Hervormde Kerk in Tiel gedomineerd door vrijzinnige gelovigen uit de gegoede klasse. Als reactie hierop ontstond een evangelisatievereniging die aparte bijeenkomsten organiseerde. Henriëtte Spiering en haar zus Jeanne werden in 1889 lid van deze vereniging en Henriëtte was vele jaren secretaris en penningmeester. Zij financierden verscheidene projecten, zoals een orthodox Nederlands Hervormde zondagsschool en de bouw van de Eben Haëzer-Kerk met een eigen, rechtzinnige predikant, van een nieuwe School met de Bijbel, en van het protestants-christelijke ziekenhuis Bethesda (dat later deel werd van Ziekenhuis Rivierenland). De "dames Spiering" bemoeiden zich tot in detail met de bouw van het Eben Haëzercomplex en van het ziekenhuis, die allebei hun persoonlijk eigendom bleven. In het bestuur van beide instellingen hadden zij een belangrijke stem.
In Nunspeet schonk Spiering grond voor de bouw van het rusthuis voor vrouwen Moira, dat gefinancierd werd door middel van een landelijke inzamelingsactie van de Nederlandse Meisjesbond.

## Schrijver
Spiering schreef onder de auteursnaam HWS ten minste 97 stichtelijke publicaties en 35 vertalingen. Van haar Nieuw Bijbels dagboekje (Haarlem, 1902) werden 260.000 exemplaren gedrukt, en een herziene herdruk verscheen nog in 1995. Zij schreef ook veel artikelen voor het blad Onze jonge meisjes van de Meisjesbond en de Nederlandse vereniging ter behartiging van de belangen van jonge meisjes.

## Feministe
Spiering vond vrouwenemancipatie een "dwaze overbodigheid", maar zette zich wel in voor vrouwen. In 1890 werd zij lid van het hoofdbestuur van de Nederlandse vereniging ter behartiging van de belangen van jonge meisjes (in 1882 opgericht als de Nederlandse afdeling van de Union Internationale des Amies de la Jeune Fille). Van 1894 tot 1909 was zij presidente van de door haar opgerichte Nederlandse Meisjesbond. In 1902 richtte zij samen met Johanna Van Riemsdijk-van der Leeuw de Vereniging Zusterhulp op, die materiële en zedelijke steun gaf aan alleenstaande vrouwen en meisjes. Het bestuur van ziekenhuis Bethesda bestond bij de opening in 1910 geheel uit vrouwen.

## Onderscheiding
Spiering werd in 1911 benoemd tot Ridder in de Orde van Oranje-Nassau.

## Erfenis
Het vermogen van € 2.000.000,= van de "dames Spiering" is ondergebracht in de Fundatie voor Christelijke Belangen te Tiel. In 2009 heeft deze Fundatie de tweejaarlijkse Spieringprijs voor de zorg ingesteld.
- Biografisch Portaal: 82353185
- Digitale Bibliotheek voor de Nederlandse Letteren: spie050
- International Standard Name Identifier: 0000 0001 2089 6383
- Nederlandse Thesaurus van Auteursnamen: 070306753
- Virtual International Authority File: 172002227
- WorldCat: E39PBJkXwdQ8KJwrmMyt6YFVG3